# Trygve Gulbranssen
Trygve Emanuel Gulbranssen (ur. 15 czerwca 1894 w Oslo, zm. 10 października 1962 w Eidsberg) – norweski pisarz.
Trygve Gulbranssen zadebiutował w 1933 roku powieścią A lasy wiecznie śpiewają, która została przetłumaczona na trzydzieści języków i sprzedana w ponad 12 milionach egzemplarzy.

## Utwory
- 1933 – Og bakom synger skogene (pol. 1938, A lasy wiecznie śpiewają)
- 1934 – Det blåser fra Dauingfjell (pol. 1939, Dziedzictwo na Björndal)
- 1935 – Ingen vei går utenom (pol. 1939, Dziedzictwo na Björndal)

## Adaptacje filmowe
- 1959 – Und ewig singen die Wälder (pl. A lasy wiecznie śpiewają; reż. Paul May, scen. Kurt Heuser)
- 1960 – Das Erbe von Björndal